# Bergère (cours d'eau)
Pour les articles homonymes, voir Bergère.
La Bergère est un cours d'eau du plateau suisse s'écoulant dans le canton de Vaud. Affluent du Rhône, elle naît sur le versant sud-est du Mont Pèlerin à l'est de la commune de Chardonne, coule sur les communes de Jongny, Corsier et Corseaux, et se jette dans le lac Léman à la limite nord de Vevey.

## Parcours
La Bergère prend sa source sur le versant sud-est du Mont Pèlerin à l'est de la commune de Chardonne à environ 930 mètres d'altitude. Elle commence son cours en direction de l'est en franchissant plusieurs paliers de formations de poudingue, alternant forte pente en forêt et pente plus douce dans les prés. Elle bifurque vers le sud-est, à environ 780 mètres d'altitude, puis passe sous la route du Mont Pèlerin et devient la limite communale de Chardonne et Jongny. Au sud de La Tuilière à environ 720 mètres d'altitude, elle prend une direction plein sud légèrement en aval de son cours naturel, le ruisseau ayant été corrigé et canalisé lors de la construction d'habitations pendant les années 1950. 
La Bergère continue ensuite dans le vallon dans lequel elle va couler jusqu'au Terraux au nord de Corsier. Selon la typologie des cours d'eau suisses, cette partie de la Bergère est un cours d'eau calcaire, à débit faible, de pente forte, de l'étage montagnard du Plateau. À la hauteur du monastère de Sainte-Claire, la Bergère coule dans son lit naturel bordé d'un cordon boisé et entre pleinement sur le territoire communal de Jongny. Hormis les passages en tuyau sous la route principale 12 (tronçon Jongny - Châtel) et le chemin de la Bergère, toute la traversée du territoire communal se fait dans son lit naturel bordé d'un cordon boisé plus ou moins large.
À environ 540 mètres d'altitude, elle entre sur le territoire de la commune de Corsier et passe en tuyau sous l'ancienne route Corsier - Jongny. À sa sortie, elle coule dans le vignoble de Lavaux et, à la hauteur de Châtillon, repasse en tuyau pour passer sous l'autoroute A9 et se jeter dans un bassin.
Elle repasse ensuite en tuyau sous la route principale 12 (tronçon Corsier - Chardonne) et débouche dans les vignes au Terraux dans un canal de pierre cimentée dans lequel elle bifurque, à environ 455 mètres d'altitude, en direction du sud-ouest et le lac. Depuis ici jusqu'à son embouchure le lit de la Bergère n'est plus naturel, il est soit fortement modifié, soit artificiel, en canal ou en tuyau. Selon la typologie des cours d'eau suisses, cette partie de la Bergère est cours d'eau calcaire, à débit moyen, de pente moyenne, de l'étage collinéen du Plateau.
En tuyau, elle repasse ensuite sous la route principale 12 (tronçon Corseaux - Terraux) et marque, à partir du bourg de Corsier, la limite communale entre Corsier et Corseaux. Une dernière fois avant le lac, elle coule à ciel ouvert sur environ 250 mètres en amont de la gare de Vevey-Funi. À environ 395 mètres d'altitude, la Bergère entre à nouveau en tuyau, marque la limite communale entre Corseaux et Vevey, et parcours environ 450 mètres jusqu'à son embouchure dans le lac Léman en passant sous la route principale 12 (tronçon Vevey - Corsier), ligne Vevey – Puidoux-Chexbres, la ligne du Simplon et la route principale 9. Son entrée dans le tuyau marque son exutoire puisqu’elle ne reçoit plus d'eau jusqu'à son embouchure.

## Faune
La truite Fario est présente dans la Bergère notamment par des repeuplements. En 2016, l'inspection de la pêche du canton de Vaud relève la capture de 30 truites. La mobilité de la faune dans le cours est limité en raison de seuils naturels, dans son cours supérieur, et artificiels, dans son cours inférieur. Les nombreux tuyaux tout au long de son cours limitent également la migration piscicole. 

## Toponymes
Deux Chemins de la Bergère existe sur chacun des territoires de Chardonne et Jongny. Le second arrêt de la ligne de trolleybus Vevey-Montreux-Villeneuve (201) porte le nom de Bergère. 